# Бургасское озеро
Бурга́сское о́зеро (устар. Ваякьойское, Вая; болг. Бургаско езеро) — лиман, расположенный на западном побережье Чёрного моря возле города Бургас. Его площадь 27,6 км², глубина достигает 1,3 метров.
Воды озера имеют минерализацию 1,7-45 ‰.
Озеро образовалось в конце плиоцена как морской лиман благодаря повышению уровня Чёрного моря в послеледниковый период, что привело к затоплению устьев рек и формированию залива. С отступлением уровня моря в конце средневековья большую часть западной части Бургасского залива залили речные отложения, вынесенные несколькими малыми реками.
Французский офицер Андре-Жозеф Лаффит-Клаве, посетивший регион в 1784 году, описывает Бургас как крупнейший город на побережье залива, и впервые устанавливает название залива — Бургасский, с замечанием, что раньше этот город был известен как Порос. Лиман западнее города он также назвал Бургасским озером, а естественную проток, соединяющую лиман с Чёрным морем — как Бургасская река.
Осушение болот начали в 1921 году, с целью освобождения места для развития города Бургас и региона целиком. Болота были превращены в озёра, заполненные водами рек, пополняли болота, берега укреплены. Во второй половине 1940-х и в 1980-х годах происходит укрепление берегов озера и развитие современных микрорайонов города Бургас.
Сегодня солёность воды составляет около 4÷11 % и имеет значительные годовые и сезонные колебания. Озеро связано с морем каналом со шлюзом. Гидрологический режим водоёма поддерживается благодаря пресным водам из озера Мандра. В западной части лимана организована природоохранная территория под названием «Вая», которая в настоящее время охватывает 12 % площади озера. В 2003 году озеро Бургас было объявлено водно-болотными угодьями международного значения в рамках Рамсарской конвенции в составе природоохранной территории Бургасские озёра.